# Mistrzostwa Świata w Szermierce 1926
Mistrzostwa Świata w Szermierce 1926 – 5. edycja mistrzostw odbyła się po raz trzeci w belgijskim mieście Ostenda (szpada) oraz w węgierskiej stolicy Budapeszt (floret i szabla).

## Klasyfikacja medalowa
| Lp. | Państwo | złoto | srebro | brąz | Razem |
| --- | ------- | ----- | ------ | ---- | ----- |
| 1   | Węgry   | 1     | 2      | -    | 3     |
| 2   | Włochy  | 1     | -      | 2    | 3     |
| 3   | Francja | 1     | -      | -    | 1     |
| 4   | Belgia  | -     | 1      | 1    | 2     |

## Medaliści

### Mężczyźni
| Złoto              | Srebro              | Brąz         |
| Floret             |                     |              |
| Giorgio Chiavacci  | László Berti        | Ugo Pignotti |
| Szpada             |                     |              |
| Georges Tainturier | Fernand de Montigny | Léon Tom     |
| Szabla             |                     |              |
| Sándor Gombos      | Attila Petschauer   | Bino Bini    |